# ایسکار (افغانستان)
ایسکار (به لاتین: Iskar) یک منطقهٔ مسکونی در افغانستان است.